# Черноруччя (Ленінградська область)
Черноруччя (рос. Черноручье) — присілок у Волховському районі Ленінградської області Російської Федерації.
Населення становить 11 осіб. Належить до муніципального утворення Бережковське сільське поселення.

## Історія
Згідно із законом № 56-оз від 6 вересня 2004 року належить до муніципального утворення Бережковське сільське поселення.

## Населення
| 1838 | 1862 | 1997 | 2007 | 2010 | 2017 |
| ---- | ---- | ---- | ---- | ---- | ---- |
| 84   | ↗115 | ↘3   | →3   | ↗8   | ↗11  |